# Rainha Internacional do Café
Rainha Internacional do Café ou Reinado Internacional do Café (em castelhano:  Reinado Internacional del Café) é um dos mais tradicionais concurso de beleza realizados na Colômbia e na América Latina. De nível internacional (com pequena abrangência) começou a ser realizado em 1957 com o intuito de eleger dentre os respectivos países produtores e exportadores de café a soberana da tradicional Feira de Manizales. Originalmente o concurso era denominado Reinado Continental del Café, pois somente países da América Latina podiam participar, contudo, após 1972, o certame abriu a oportunidade também para outros continentes. O país com mais vitórias é o Brasil, com um total de nove títulos, seguido da Colômbia, com sete. A atual detentora da faixa de Rainha Internacional do Café é a brasileira Cristiane Stipp, que venceu a disputa em 11 de janeiro de 2025.  (Assista sua coroação aqui).

## Histórico
Todas as edições do evento foram e ainda são realizadas na cidade idealizadora da competição, Manizales, habitualmente transmitido ao vivo pela Telecafé no Centro Cultural "Teatro dos Fundadores", tradicional do município. Manizales se converteu no polo industrial da atividade cafeeira da Colômbia, dentro da região que hoje em dia se conhece como o Eje Cafetero. As condições climáticas e geológicas desta região determinam a produção de um café de alta qualidade, com períodos de colheita curtos. Os agricultores desenvolveram técnicas de cultivo e processamento dos grãos e continuam fazendo da mesma forma até os dias atuais, mesmo com as novas técnicas de industrialização, que otimizam a qualidade do café. A região criou uma identidade própria, com costumes em torno da tradição centenária, e com ela desenvolveu uma cultura turística que se converteu num dos símbolos do país.
O concurso foi programado inicialmente para ocorrer bienalmente, isto é, de dois em dois anos. Entretanto, o evento não foi realizado entre os períodos que compreenderam os anos de 1964 a 1971, e em 1977, 1978, 1980 e 1986. Divergência de datas, trocas de diretores e falta de patrocínio podem ser as possíveis causas. Já nas edições de 1980 e 1986 os motivos foram específicos: em 1980 a feira não foi realizada devido ao terremoto que atingiu a região no dia 29 de Novembro de 1979; já em 1986 não se realizou devido à erupção do vulcão Nevado del Ruiz, ocorrida em 13 de Novembro 1985. 
Além de ser o campeão do concurso com 9 títulos [janeiro de 2025], o Brasil também é o país que mais exporta sacos de café no Mundo, seguido da Colômbia e da Indonésia. Este último só participou uma única vez da competição, em 2012, obtendo o 3º Lugar. Muito tradicional na Colômbia - e organizado, pois elege sua reina da próxima edição na Feira de Manizales - o Rainha Internacional do Café atingiu seu recorde de candidatas inscritas no ano de 2017, com um total de 28 aspirantes. Já o recorde negativo veio em 1984 com apenas 9 competidoras. O primeiro país da Europa a participar do concurso foi a Espanha em 1988 com Maria Escudero Contreras; já o Japão foi o primeiro do continente asiático a disputar o título em 1992 com Yumi Kuwano. O continente africano nunca disputou o título e a única representante da Oceania na competição foi a estadunidense Brenda Lynn Ortiz do Havaí em 1987.

### Curiosidades
1. O primeiro back-to-back de um país foi com o Brasil, sendo o título conferido a este país consecutivamente em 1959 e 1961 - o concurso era então bienal - quando Denise Guimarães Prado coroou sua compatriota Mercedes Elizabeth Von Glen; o segundo back-to-back (títulos consecutivos para o mesmo país) foi para a Colômbia em 1974 e 1975
2. O primeiro país a conseguir três títulos foi a Colômbia (1974, 1975 e 1982) e os dois países "duelaram" pela liderança até 2001, quando Brasil se posicionou na liderança com seis títulos (1959, 1961, 1985, 1988, 1995 e 2001)
3. Com 23 participações, Portugal venceu só uma vez, com Raquel Maria Loureiro em 2003
4. A Colômbia e o Peru têm o maior número de vice-Rainhas, cinco cada um
5. Além dos latino-americanos, os países europeus são os que mais venceram: Alemanha (2002, 2004), Espanha (2005, 2018), Polônia (2024) e Portugal (2003)

### Concurso de 2025
Na final em 11 de janeiro de 2025 a brasileira Cristiane Stipp venceu a competição, com a representante da Bolívia Fabiane Valdivia ocupando a segunda posição. O restante das cinco finlaistas, do 3º ao 5º lugar, foram Polônia, Colômbia e Costa Ria. O Top 12 foi configurado por Costa Rica, El Salvador, España, México, Ecuador, República Dominicana, Brasil, Polônia, Canadá, Portugal, Bolívia e Colômbia . A Espanha levou o prêmio de Melhor Rosto.  Dias antes, El Salvador foi eleita a Rainha da Polícia, com Venezuela em segundo lugar  e Paraguai venceu o prêmio de Melhor Barista (um desafio para quem prepara o melhor café). 

## Vencedoras

### Bienal
O concurso era realizado de dois em dois anos:
| Ano  | Edição | Vencedora                   | País     | R      |
| 1957 | 1ª     | Análida Alfaro Estripeau    | Panamá   | [ 14 ] |
| 1959 | 2ª     | Denise Guimarães Prado      | Brasil   | [ 15 ] |
| 1961 | 3ª     | Mercedes Elizabeth Von Glen | Brasil   | [ 16 ] |
| 1963 | 4ª     | Ana de Lourdes Zúñiga Soto  | Honduras | [ 17 ] |

### Anos 70
A disputa foi descontinuada entre 1964 até 1971:
| Ano  | Edição                          | Vencedora                       | País                            | R                               |
| 1970 | Não houve concurso nestes anos. | Não houve concurso nestes anos. | Não houve concurso nestes anos. | Não houve concurso nestes anos. |
| 1971 | Não houve concurso nestes anos. | Não houve concurso nestes anos. | Não houve concurso nestes anos. | Não houve concurso nestes anos. |
| 1972 | 5ª                              | Maria Stella Volpe Martínez     | Paraguai                        | [ 18 ]                          |
| 1973 | 6ª                              | Alicia Beatriz Daneri Batetta   | Argentina                       | [ 19 ]                          |
| 1974 | 7ª                              | Luz María Osorio Fernández      | Colômbia                        | [ 20 ]                          |
| 1975 | 8ª                              | María Paulina Murgas Rieder     | Colômbia                        | [ 21 ]                          |
| 1976 | 9ª                              | Maria de los Angeles González   | Porto Rico                      | [ 22 ]                          |
| 1977 | Não houve concurso nestes anos. | Não houve concurso nestes anos. | Não houve concurso nestes anos. | Não houve concurso nestes anos. |
| 1978 | Não houve concurso nestes anos. | Não houve concurso nestes anos. | Não houve concurso nestes anos. | Não houve concurso nestes anos. |
| 1979 | 10ª                             | Paulina Leighton Palacios       | Chile                           | [ 23 ]                          |

### Anos 80
Por conta de desastres naturais ocorridos na região, as edições de 1980 e 1986 não foram realizadas:
| Ano  | Edição                       | Vencedora                      | País                         | R                            |
| 1980 | Não houve concurso este ano. | Não houve concurso este ano.   | Não houve concurso este ano. | Não houve concurso este ano. |
| 1981 | 11ª                          | Milagros Germán Olalla         | República Dominicana         | [ 24 ]                       |
| 1982 | 12ª                          | Ana Edilma Cano Puerta         | Colômbia                     | [ 25 ]                       |
| 1983 | 13ª                          | Karen Patricia Mertens         | Chile                        | [ 26 ]                       |
| 1984 | 14ª                          | Ollie Thompson Bodei           | Honduras                     | [ 27 ]                       |
| 1985 | 15ª                          | Márcia Gabrielle               | Brasil                       | [ 28 ]                       |
| 1986 | Não houve concurso este ano. | Não houve concurso este ano.   | Não houve concurso este ano. | Não houve concurso este ano. |
| 1987 | 16ª                          | Mariela Ileana Prinčič Rinaldi | Argentina                    | [ 29 ]                       |
| 1988 | 17ª                          | Márcia Marques de Moura        | Brasil                       | [ 30 ]                       |
| 1989 | 18ª                          | Luana Freer Bustamante         | Costa Rica                   | [ 31 ]                       |

### Anos 90
| Ano  | Edição | Vencedora                | País                 | R      |
| 1990 | 19ª    | Daniela Yolanda Thieme   | Chile                | [ 32 ] |
| 1991 | 20ª    | Viviana Muñoz Fernández  | Costa Rica           | [ 33 ] |
| 1992 | 21ª    | Margaret Nicole Geymonat | Uruguai              | [ 34 ] |
| 1993 | 22ª    | Sabina Arenas Zuluaga    | Colômbia             | [ 35 ] |
| 1994 | 23ª    | Brenda Esther Robles     | Porto Rico           | [ 36 ] |
| 1995 | 24ª    | Regilaine Bittencourt    | Brasil               | [ 37 ] |
| 1996 | 25ª    | Cándida Lara Betances    | República Dominicana | [ 38 ] |
| 1997 | 26ª    | Mónica Chacón de Vettori | Peru                 | [ 39 ] |
| 1998 | 27ª    | Jairam Navas Domínguez   | Venezuela            | [ 40 ] |
| 1999 | 28ª    | Dayra del Carmen Lambis  | Venezuela            | [ 41 ] |

### Anos 2000
| Ano  | Edição | Vencedora               | País       | R      |
| 2000 | 29ª    | Christine de Mezerville | Costa Rica | [ 42 ] |
| 2001 | 30ª    | Francine Eickemberg     | Brasil     | [ 43 ] |
| 2002 | 31ª    | Katharina Berndt        | Alemanha   | [ 44 ] |
| 2003 | 32ª    | Raquel Loureiro         | Portugal   | [ 45 ] |
| 2004 | 33ª    | Daniela Scholz          | Alemanha   | [ 46 ] |
| 2005 | 34ª    | Aránzazu Testa          | Espanha    | [ 47 ] |
| 2006 | 35ª    | Alice Panikian          | Canadá     | [ 48 ] |
| 2007 | 36ª    | Fabriella Quesada       | Costa Rica | [ 49 ] |
| 2008 | 37ª    | Jessica Anne Jordan     | Bolívia    | [ 50 ] |
| 2009 | 38ª    | Alejandra Mesa Estrada  | Colômbia   | [ 51 ] |

### Anos 2010
| Ano  | Edição | Vencedora            | País                 | R      |
| 2010 | 39ª    | Mariana Notarângelo  | Brasil               | [ 52 ] |
| 2011 | 40ª    | Sofinel Báez Santos  | República Dominicana | [ 53 ] |
| 2012 | 41ª    | Ximena Vargas Parada | Bolívia              | [ 54 ] |
| 2013 | 42ª    | Ivanna Vale Colman   | Venezuela            | [ 55 ] |
| 2014 | 43ª    | Priscilla Durand     | Brasil               | [ 56 ] |
| 2015 | 44ª    | Yuri Uchida          | Japão                | [ 57 ] |
| 2016 | 45ª    | Maydeliana Díaz      | Venezuela            | [ 58 ] |
| 2017 | 46ª    | Marilú Acevedo       | México               | [ 59 ] |
| 2018 | 47ª    | Carmen Porras        | Espanha              | [ 60 ] |
| 2019 | 48ª    | Scarlet Sánchez      | Colômbia             | [ 61 ] |

### Anos 2020
| Ano  | Edição                                                     | Vencedora                                                  | País                                                       | R                                                          |
| 2020 | 49ª                                                        | Iris Guerra                                                | El Salvador                                                | [ 62 ]                                                     |
| 2021 | Não houve concurso este ano devido a Pandemia de Covid-19. | Não houve concurso este ano devido a Pandemia de Covid-19. | Não houve concurso este ano devido a Pandemia de Covid-19. | Não houve concurso este ano devido a Pandemia de Covid-19. |
| 2022 | 50ª                                                        | Ismelys Velásquez                                          | Venezuela                                                  | [ 62 ]                                                     |
| 2023 | 51ª                                                        | Isabella Bermúdez                                          | Colômbia                                                   | [ 63 ]                                                     |
| 2024 | 52ª                                                        | Aleksandra Klepaczka                                       | Polónia                                                    | [ 64 ]                                                     |
| 2025 | 53ª                                                        | Cristiane Stipp                                            | Brasil                                                     | [ 2 ]                                                      |

### Galeria das vencedoras

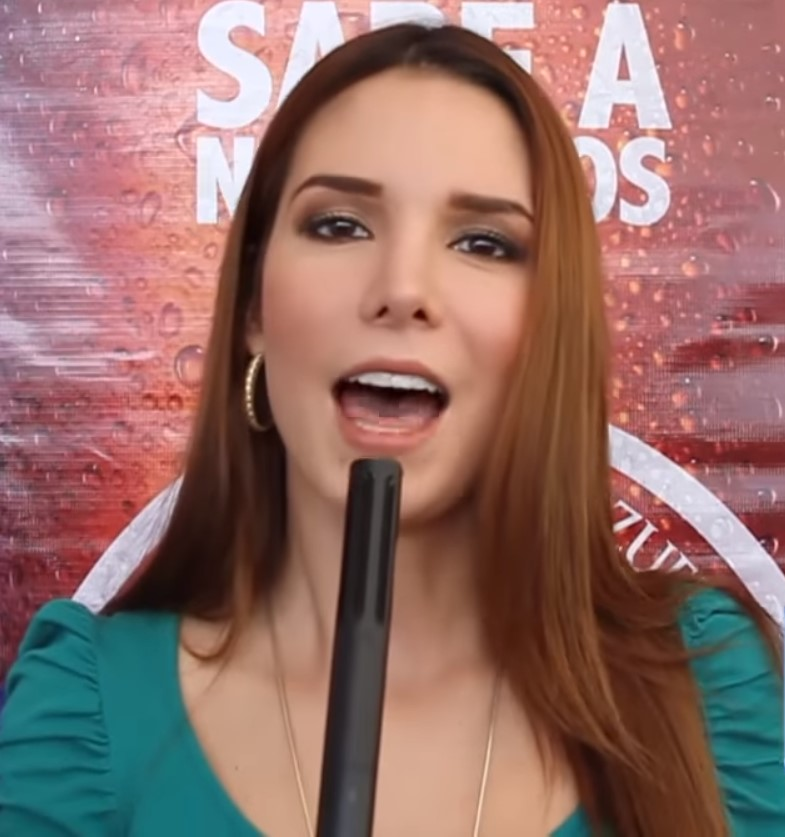
Rainha do Café 2013, Ivanna Vale
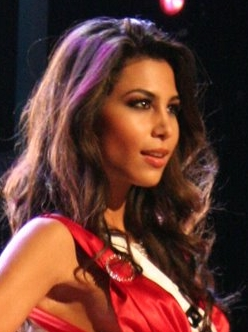
Rainha do Café 2008, Jessica Jordan
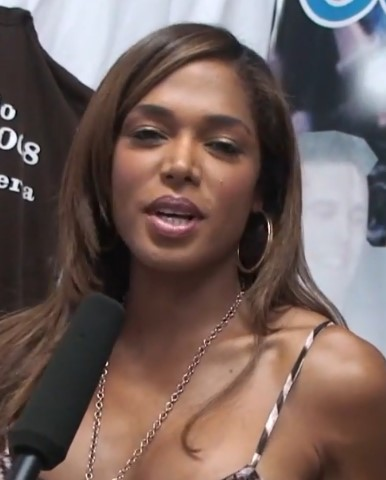
Rainha do Café 1999, Dayra Lambis

## Desempenho Lusófono
Para ver todas as classificações das brasileiras no concurso, vá até Rainha Brasileira do Café.
 Para ver todas as classificações das portuguesas no concurso, vá até Rainha Portuguesa do Café.

## Conquistas

### Por País

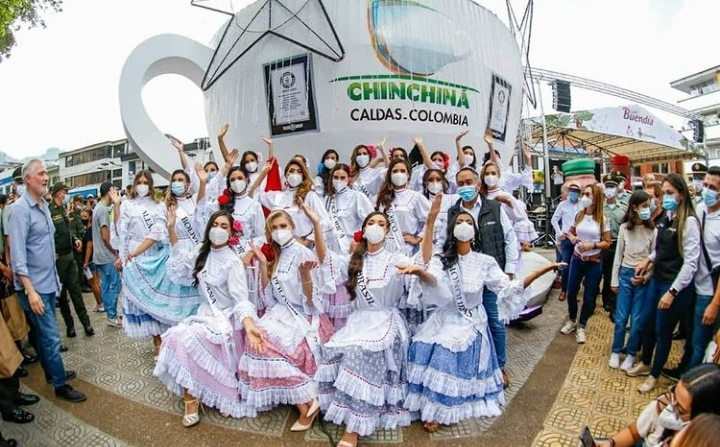
Candidatas da edição de 2022 visitando a cidade de Chinchiná.

| País                 | Títulos | Vitórias                                             |
| Brasil               | 9       | 1959, 1961, 1985, 1988, 1995, 2001, 2010, 2014, 2025 |
| Colômbia             | 7       | 1974, 1975, 1982, 1993, 2009, 2019, 2023             |
| Venezuela            | 5       | 1998, 1999, 2013, 2016, 2022                         |
| Costa Rica           | 4       | 1989, 1991, 2000, 2007                               |
| República Dominicana | 3       | 1981, 1996, 2011                                     |
| Chile                | 3       | 1979, 1983, 1990                                     |
| Espanha              | 2       | 2005, 2018                                           |
| Bolívia              | 2       | 2008, 2012                                           |
| Alemanha             | 2       | 2002, 2004                                           |
| Porto Rico           | 2       | 1976, 1994                                           |
| Argentina            | 2       | 1973, 1987                                           |
| Honduras             | 2       | 1963, 1984                                           |
| Polônia              | 1       | 2024                                                 |
| El Salvador          | 1       | 2020                                                 |
| México               | 1       | 2017                                                 |
| Japão                | 1       | 2015                                                 |
| Canadá               | 1       | 2006                                                 |
| Portugal             | 1       | 2003                                                 |
| Peru                 | 1       | 1997                                                 |
| Uruguai              | 1       | 1992                                                 |
| Paraguai             | 1       | 1972                                                 |
| Panamá               | 1       | 1957                                                 |